# Campeonato Brasileiro de Futebol de 1985 - Série B
A Série B do Campeonato Brasileiro de Futebol de 1985, originalmente denominada Taça de Prata pela Confederação Brasileira de Futebol, foi a sétima edição da competição de futebol realizada no Brasil, equivalente à segunda divisão. Contou com a participação de 24 equipes. Nesse ano o campeonato foi decidido num triangular final com o Tuna Luso, o Goytacaz e o Figueirense, no qual o time paraense sagrou-se vencedor e campeão nacional pela primeira vez.

## Regulamento
Primeira Fase
Os 24 clubes participantes são distribuídos em 12 chaves eliminatórias(2 clubes se enfrentam). São disputados jogos de duas mãos(ida e volta), com o vencedor se classificando.
Segunda Fase
Os 12 classificados são distribuídos em 6 chaves eliminatórias, com o vencedor de cada chave avançando após jogos de ida e volta.
Terceira Fase
Os 6 clubes são agrupados em 3 chaves de 2, com o vencedor avançando após jogos de ida e volta.
Triangular Final
Os 3 vencedores da terceira fase disputam entre si, em ida e volta, o título da Série B. O maior pontuador ao final recebe o título.

### Critérios de Desempate
Nas Fases eliminatórias o principal critério é o de Saldo de Gols, com a decisão por pênaltis servindo para o caso de haver empate neste critério. 
Na Fase Final os critérios são:
a) Maior número de vitórias; 
b) Melhor saldo de gols;
c) Maior número de gols feitos;
d) Confronto direto; 
e) Jogo desempate.

## Participantes
| Time               | Cidade                | UF                        | Estádio                                  | Capacidade | Part. |
| ------------------ | --------------------- | ------------------------- | ---------------------------------------- | ---------- | ----- |
| América-RN         | Natal                 | Rio Grande do Norte       | Estádio João Machado                     | 28.000     | 04    |
| América-MG         | Belo Horizonte        | Minas Gerais              | Estádio Governador Magalhães Pinto       | 50.000     | 06    |
| América-SJRP       | São José do Rio Preto | São Paulo                 | Estádio Mário Alves Mendonça             | 18.000     | 03    |
| Americano          | Campos dos Goytacazes | Rio de Janeiro            | Estádio Godofredo Cruz                   | 12.000     | 05    |
| Catuense           | Catu                  | Bahia                     | Estádio Antonio Carneiro                 | 8.000      | 02    |
| Central            | Caruaru               | Pernambuco                | Estádio Luiz José de Lacerda             | 19.000     | 07    |
| Colorado           | Curitiba              | Paraná                    | Estádio Durival Britto e Silva           | 20.000     | 01    |
| Confiança          | Aracaju               | Sergipe                   | Estádio Estadual Lourival Baptista       | 15.000     | 04    |
| CRB                | Maceió                | Alagoas                   | Estádio Rei Pelé                         | 20.000     | 04    |
| Figueirense        | Florianópolis         | Santa Catarina            | Estádio Orlando Scarpelli                | 19.500     | 02    |
| Fortaleza          | Fortaleza             | Ceará                     | Estádio Presidente Vargas                | 20.200     | 04    |
| Goiânia            | Goiânia               | Goiás                     | Estádio Serra Dourada                    | 50.000     | 02    |
| Goytacaz           | Campos dos Goytacazes | Rio de Janeiro            | Estádio Ary de Oliveira e Souza          | 15.000     | 03    |
| Marília            | Marília               | São Paulo                 | Estádio Bento de Abreu Sampaio Vidal     | 15.000     | 01    |
| Moto Club          | São Luís              | Maranhão                  | Estádio Governador João Castelo          | 40.000     | 03    |
| Novo Hamburgo      | Novo Hamburgo         | Rio Grande do Sul         | Estádio Santa Rosa                       | 6.000      | 06    |
| Operário-MS        | Campo Grande          | Mato Grosso do Sul        | Estádio Universitário Pedro Pedrossian   | 38.000     | 02    |
| Rio Negro          | Manaus                | Amazonas                  | Estádio Ismael Benigno                   | 15.000     | 04    |
| River              | Teresina              | Piauí                     | Estádio Governador Alberto Tavares Silva | 52.000     | 06    |
| Sobradinho         | Sobradinho            | Distrito Federal (Brasil) | Estádio Augustinho Lima                  | 10.000     | 01    |
| Treze              | Campina Grande        | Paraíba                   | Estádio Governador Ernani Sátyro         | 19.000     | 03    |
| Tuna Luso          | Belém                 | Pará                      | Estádio Jornalista Edgar Augusto Proença | 45.000     | 04    |
| União Rondonópolis | Rondonópolis          | Mato Grosso               | Estádio Engenheiro Luthero Lopes         | 19.000     | 04    |
| Vitória-ES         | Vitória               | Espírito Santo (estado)   | Estádio Engenheiro Alencar Araripe       | 8.000      | 03    |

- Part. - Participações

### Por Federação
| Clubes | Federação                                                                       |
| ------ | ------------------------------------------------------------------------------- |
| 2      | Rio de Janeiro e São Paulo                                                      |
| 1      | AL, AM, BA, CE, DF, ES, GO, MA, MT, MS, MG, PA, PB, PR, PE, PI, RN, ES, SC e SE |

## Primeira fase
| Datas          | Datas           | Time 1             | Placar | Placar    | Time 2           | Total |
| -------------- | --------------- | ------------------ | ------ | --------- | ---------------- | ----- |
| 2 de Fevereiro | 9 de Fevereiro  | Moto Club          | 0x0    | 0x3       | Tuna Luso        | 0x3   |
| 2 de Fevereiro | 10 de Fevereiro | River              | 1x3    | 0x2       | Fortaleza        | 1x5   |
| 2 de Fevereiro | 10 de Fevereiro | América-MG         | 2x0    | 0x2(5x4p) | Vitória-ES       | 2x2   |
| 3 de Fevereiro | 9 de Fevereiro  | Treze              | 2x0    | 1x1       | América de Natal | 3x1   |
| 3 de Fevereiro | 9 de Fevereiro  | América-SJRP       | 1x0    | 0x1(2x3p) | Goytacaz         | 1x1   |
| 3 de Fevereiro | 9 de Fevereiro  | Central            | 1x1    | 0x0(4x2p) | CRB              | 1x1   |
| 3 de Fevereiro | 9 de Fevereiro  | Marília            | 1x1    | 3x0       | Colorado         | 4x1   |
| 3 de Fevereiro | 10 de Fevereiro | União Rondonópolis | 1x1    | 0x2       | Rio Negro        | 1x3   |
| 3 de Fevereiro | 10 de Fevereiro | Confiança          | 0x2    | 0x1       | Catuense         | 0x3   |
| 3 de Fevereiro | 10 de Fevereiro | Sobradinho         | 0x0    | 1x3       | Americano        | 1x3   |
| 3 de Fevereiro | 10 de Fevereiro | Novo Hamburgo      | 0x0    | 1x2       | Figueirense      | 1x2   |
| 3 de Fevereiro | 10 de Fevereiro | Operário-MS        | 2x0    | 2x1       | Goiânia          | 4x1   |

## Segunda Fase
| Datas           | Datas      | Time 1      | Placar | Placar    | Time 2      | Total |
| --------------- | ---------- | ----------- | ------ | --------- | ----------- | ----- |
| 23 de Fevereiro | 2 de Março | Tuna Luso   | 1x0    | 2x1       | Rio Negro   | 3x1   |
| 23 de Fevereiro | 3 de Março | América-MG  | 1x3    | 0x1       | Goytacaz    | 1x4   |
| 24 de Fevereiro | 2 de Março | Treze       | 3x1    | 0x3       | Fortaleza   | 3x4   |
| 24 de Fevereiro | 3 de Março | Central     | 1x1    | 0x0(3x4p) | Catuense    | 1x1   |
| 24 de Fevereiro | 2 de Março | Operário-MS | 3x0    | 0x0       | Americano   | 3x0   |
| 24 de Fevereiro | 3 de Março | Marília     | 2x3    | 1x3       | Figueirense | 3x6   |

## Terceira Fase
| Datas       | Datas       | Time 1      | Placar | Placar | Time 2      | Total |
| ----------- | ----------- | ----------- | ------ | ------ | ----------- | ----- |
| 10 de Março | 13 de Março | Catuense    | 0x0    | 1x3    | Goytacaz    | 1x3   |
| 10 de Março | 13 de Março | Operário-MS | 2x1    | 0x3    | Figueirense | 2x4   |
| 10 de Março | 13 de Março | Fortaleza   | 0x0    | 1x5    | Tuna Luso   | 1x5   |

## Triangular Final
| 19 de Março de 1985 | Tuna Luso | 1 – 0 | Figueirense | Estádio Mangueirão, Belém-PA |
|                     |           |       |             |                              |

| 24 de Março de 1985 | Goytacaz | 0 – 1 | Tuna Luso | Estádio Ary de Oliveira e Souza, Campos dos Goytacazes RJ |
|                     |          |       |           |                                                           |

| 27 de Março de 1985 | Goytacaz | 3 – 1 | Figueirense | Estádio Ary de Oliveira e Souza, Campos dos Goytacazes RJ |
|                     |          |       |             |                                                           |

| 31 de Março de 1985 | Figueirense | 3 – 2 | Tuna Luso | Estádio Orlando Scarpelli, Florianópolis |
|                     |             |       |           |                                          |

| 4 de Abril de 1985 | Tuna Luso | 3 – 2 | Goytacaz | Estádio Mangueirão, Belém-PA |
|                    |           |       |          |                              |

| 7 de Abril de 1985 | Figueirense | 1 – 1 | Goytacaz | Estádio Orlando Scarpelli, Florianópolis |
|                    |             |       |          |                                          |

| Times | Times       | Pts | J | V | E | D | GF | GC | SG |
| ----- | ----------- | --- | - | - | - | - | -- | -- | -- |
| 1     | Tuna Luso   | 6   | 4 | 3 | 0 | 1 | 7  | 5  | +2 |
| 2     | Goytacaz    | 3   | 4 | 1 | 1 | 2 | 4  | 4  | 0  |
| 3     | Figueirense | 3   | 4 | 1 | 1 | 2 | 7  | 9  | -2 |

## Classificação
| Tabela de classificação | Tabela de classificação | Tabela de classificação | Tabela de classificação | Tabela de classificação | Tabela de classificação | Tabela de classificação | Tabela de classificação | Tabela de classificação | Tabela de classificação |
| Time | Time                    | PG                      | J                       | V                       | E                       | D                       | GP                      | GC                      | SG                      |
| --- | ----------------------- | ----------------------- | ----------------------- | ----------------------- | ----------------------- | ----------------------- | ----------------------- | ----------------------- | ----------------------- |
| 1 | Tuna Luso               | 16                      | 10                      | 7                       | 2                       | 1                       | 18                      | 7                       | +11                     |
| 2 | Goytacaz                | 12                      | 10                      | 5                       | 2                       | 3                       | 12                      | 7                       | +5                      |
| 3 | Figueirense             | 12                      | 10                      | 5                       | 2                       | 3                       | 19                      | 15                      | +4                      |
| 4 | Operário-MS             | 9                       | 6                       | 4                       | 1                       | 1                       | 9                       | 5                       | +4                      |
| 5 | Fortaleza               | 7                       | 6                       | 3                       | 1                       | 2                       | 10                      | 9                       | +1                      |
| 6 | Catuense                | 7                       | 6                       | 2                       | 3                       | 1                       | 5                       | 4                       | +1                      |
| 7 | Treze                   | 5                       | 4                       | 2                       | 1                       | 1                       | 6                       | 5                       | +1                      |
| 8 | Central                 | 4                       | 4                       | 0                       | 4                       | 0                       | 2                       | 2                       | 0                       |
| 9 | Americano               | 4                       | 4                       | 1                       | 2                       | 1                       | 3                       | 4                       | -1                      |
| 10 | Marília                 | 3                       | 4                       | 1                       | 1                       | 2                       | 7                       | 7                       | 0                       |
| 11 | Rio Negro-AM            | 3                       | 4                       | 1                       | 1                       | 2                       | 4                       | 4                       | 0                       |
| 12 | América-MG              | 2                       | 4                       | 1                       | 0                       | 3                       | 3                       | 6                       | -3                      |
| 13 | Vitória-ES              | 2                       | 2                       | 1                       | 0                       | 1                       | 2                       | 2                       | 0                       |
| 14 | América-SP              | 2                       | 2                       | 1                       | 0                       | 1                       | 1                       | 1                       | 0                       |
| 15 | CRB                     | 2                       | 2                       | 0                       | 2                       | 0                       | 1                       | 1                       | 0                       |
| 16 | Novo Hamburgo           | 1                       | 2                       | 0                       | 1                       | 1                       | 1                       | 2                       | -1                      |
| 17 | América-RN              | 1                       | 2                       | 0                       | 1                       | 1                       | 1                       | 3                       | -2                      |
| 18 | Sobradinho              | 1                       | 2                       | 0                       | 1                       | 1                       | 1                       | 3                       | -2                      |
| 19 | União Rondonópolis      | 1                       | 2                       | 0                       | 1                       | 1                       | 1                       | 3                       | -2                      |
| 20 | Colorado                | 1                       | 2                       | 0                       | 1                       | 1                       | 1                       | 4                       | -3                      |
| 21 | Moto Club               | 1                       | 2                       | 0                       | 1                       | 1                       | 0                       | 3                       | -3                      |
| 22 | Goiânia                 | 0                       | 2                       | 0                       | 0                       | 2                       | 1                       | 4                       | -3                      |
| 23 | Confiança               | 0                       | 2                       | 0                       | 0                       | 2                       | 0                       | 3                       | -3                      |
| 24 | River                   | 0                       | 2                       | 0                       | 0                       | 2                       | 1                       | 5                       | -4                      |
| PG – Pontos ganhos; J – Jogos disputados; V - Vitórias; E - Empates; D - Derrotas; GP – Gols pró; GC – Gols contra; SG – Saldo de gols |                         |                         |                         |                         |                         |                         |                         |                         |                         |

Classificação
|  |                                       |
|  | Campeão e promovido a Série A de 1986 |
|  | Vice-campeão                          |

## Campeão
| Campeão Brasileiro de 1985 (Série B) |
| Pará                                 |
| ------------------------------------ |
| Tuna Luso Brasileira (1º título)     |

## Artilharia
- 6 gols - Guilherme (Figueirense).
- 6 gols - Paulo César (Tuna Luso).